# Petar Krešimir IV.
Petar Krešimir IV. bio je hrvatski kralj iz vladarske dinastije Trpimirovića koji je vladao od 1058. do 1074. godine.
Nakon što je Hrvatsko kraljevstvo zbog međusobnih sukoba Držislavovih sinova znatno oslabilo, kralj Stjepan I. započeo je s obnovom koju je uspješno dovršio njegov sin Petar Krešimir IV. Za vrijeme njegove vladavine prostor Crvene Hrvatske (Paganija, Travunija, Zahumlje) ponovno je došao pod vrhovnu vlast hrvatske krune.
Bio je prvi vladar za kojega je u suvremenim izvorima potvrđena titula kralja Hrvatske i Dalmacije.

## Životopis
Nakon što je zauzeo Dalmaciju mletački dužd Petar Orseolo odveo je Krešimirova sina Stjepana sa sobom. Tamo je Stjepan odrastao i oženio se s duždovom kćeri Hicelom te je kasnije postao kralj. Od njega i Hicele rodio se Petar Krešimir, koji nosi ime svoja dva djeda: dužda Petra Orseola i Krešimira III.
Početkom svoje vladavine bio je osumnjičen da je usmrtio svoga brata Gojslava, zbog čega je papa Aleksandar II. poslao svog poslanika Majnarda pred kojim je, zajedno s dvanaestoricom župana, dao zakletvu da nije kriv za bratovo ubojstvo. O tome svjedoči podatak u Korčulanskom kodeksu iz 12. stoljeće:
„Aleksandar II. stolovao je 11 godina, 10 mjeseci, 13 dana. Ovaj je, ispravljajući revno, kao dobar pastir mnoge stvari u raznim stranama svijeta, čuo da je hrvatski vladar Krešimir na prijevaru dao ubiti brata Gojslava. Zato je poslao svog poslanika Majnarda, dakako, svetog i savjesnog muža, koji neka svojom oštroumnošću istraži ako je tako. On je došao i primio zadovoljštinu od njega (tj. Krešimira) koji se zakleo s dvanaestoricom svojih župana da nije umiješan u taj zločin. I sam se (vladar) pomiren (s crkvom) ponovo dočepao vlasti u onoj zemlji po svetom Petru apostolu.”
Bizant, koji je tada ratovao u Aziji s Turcima-Seldžucima, a u južnoj Italiji s Normanima, ustupio je kralju Petru Krešimiru IV. dalmatinske gradove i otoke. Kako bi čvršće vezao dalmatinske gradove za svoju državu ostavio je samostalnost gradskim upravama i obvezao se zasebnim ispravama da će im poštovati slobodu i stara prava kako ih je prije zatekao. Pristao je na još neke druge obveze, kao što su: potvrda po kanonskim propisima izabranog biskupa, slobodno sudovanje i trgovanje. Gradovi su se pak obvezali kralju davati jednu trećinu od lučkih prihoda, danak mira i da će mu pomagati svojim brodovljem ako dođe do rata.
Njegovo „Kraljevstvo Dalmacije i Hrvatske” (Regnum Dalmatiae et Chroatiae) nije bilo sami naslov već jedinstveno političko-upravno područje. Njegovo je Kraljevstvo Dalmacije i Hrvatske obuhvaćalo Hrvatsku, Dalmaciju, dalmatinske gradove i jadranske otoke. U darovnici za Maun navodi se kako se otok nalazi u „našemu dalmatinskome moru”.
U svojoj darovnici za Diklo kod Zadra 1062. ili 1067. godine, spominje kronike koje su sastavljane još za Mihajla Krešimira II. Te će se kronike kasnije prozvati „Gesta regum chroatorum”.
Uz njega je na primorju banovao Gojčo (1060. – 1069.), dok je između Save i Drave upravljao ban Zvonimir.
Ne zna se puno o posljednjim godinama njegove vladavine. Vojno je potpomogao Georgiju Vojtehu, koji je 1073. digao ustanak protiv Bizanta u skopskom području. Vjerojatno su ga zarobili Normani koji su 1074. napali hrvatsko primorje i neuspješno opsjedali Rab. Kasnije su Normanima nagodbom ustupljeni gradovi Split, Trogir, Zadar, Biograd i Nin.

## Smrt i nasljedstvo
Za života je nastojao riješiti pitanje svojega nasljednika. Godine 1066., odredio je svog sinovca Stjepana, za suvladara. koji bi mu nakon smrti trebao biti nasljednik. On nije trebao biti ni kralj ni ban, ali će zapovijedati i banovima ako nema kralja u zemlji.
Nakon smrti kralja Petra Krešimira pojavila su se tri kandidata za nasljednike; Stjepan, sinovac Krešimirov, ban Zvonimir i župan Slavac. Stjepanovih pristaša bilo je u dalmatinskim gradovima te među latinskim svećenstvom; Zvonimirove pristaše bili su njegovi mađarski rođaci, dok se Slavcu priklonio najveći dio hrvatskoga naroda i pobornici narodnog jezika u liturgiji. Smatra se da je Slavac nakratko vladao, ali se protiv njega diglo latinsko svećenstvo te ga papa nije želio ga priznati. Njegovi su protivnici pozvali Normane iz južne Italije, koji su ga zarobili te mu je nestao svaki trag.
U međuvremenu Stjepan, sinovac Petra Krešimira, bijaše navodno teško bolestan te se sklonio u samostanu sv. Stjepana pod borovima u Splitu. Jedini od kandidata je ostao ban Dmitar Zvonimir koji je 1075. izabran kraljem Hrvatske i Dalmacije.
Petar Krešimir IV. je pokopan u crkvi sv. Stjepana na Otoku.

### Pridjev »veliki«
Neki povjesničari smatraju da se povijesni pridjevak „Veliki” koji se pojavljuje u ranijoj historiografskoj literaturi ne odnosi na Petra Krešimira, nego na Mihajla Krešimira II. te da ga je Petru Krešimiru zabunom izvorno dodijelio Franjo Rački.

## Crkvena pitanja
U skladu s odlukama obnoviteljske rimske sinode (1059.), kojima je trebalo popraviti crkvenu stegu i zabraniti slavensko bogoslužje, krajem veljače ili početkom ožujka 1060. papin legat Majnard je u Splitu održao sabor. Zaključke sabora je 1061. potvrdio papa.
Za vrijeme njegove vladavine benediktinci su imali najmanje 17 većih samostana. Utemeljio je Muški benediktinski samostan sv. Ivana 1059. godine kao svoju zadužbinu. Samostanu je dao kraljevske povlastice i darovao otok Žirje.
Oslobodio je ženski benediktinski samostan sv. Tome u Biogradu svih obveza prema svjetovnim vlastima te im je darova zemljište Rasohaticu (pokraj Biograda) te posjed u Sidragi. Samostanu sv. Krševana u Zadru darovao je 1062. posjed Diklo; također im je 1066. ili 1067. potvrdio darovanje svoga pradjeda Krešimira II. Godine 1069. darovao im je otok Maun.
Godine 1066. uzima pod svoju zaštitu i obdaruje povlasticama ženski samostan sv. Marije u Zadru te ga obdario zemljištima. Potvrdio je i osnivanje samostana sv. Petra u Supetarskoj Dragi na Rabu. Samostanu sv. Stjepana kraj Splita dao je mjesto za podizanje mlina na području Solina.
Godine 1071. odredio je i potvrdio granice Rapske biskupije.

## Počasti
- 15. domobranska pukovnija HV „Petar Krešimir IV.”
- Brigada HVO „Petar Krešimir IV.” Livno[15]
- Raketna topovnjača u sastavu flote Hrvatske ratne mornarice – RTOP-11 Kralj Petar Krešimir IV.
- Velered kralja Petra Krešimira IV. s lentom i Danicom
- Spomenik Petru Krešimiru IV. u Šibeniku, Marija Ujević-Galetović, 2000.
- Trg kralja Petra Krešimira IV. u Zagrebi i Velikoj Gorici.[16]
- Ulica kralja Petra Krešimira IV. u Rijeci, Slavonskom Brodu, Karlovcu, Mostaru, Posušju, Čapljini i Širokom Brijegu.[16][17]
- Obala kralja Petra Krešimira IV. u Zadru.[16]
- Park kralja Petra Krešimira IV. u Osijeku.[16]

- Petar Krešimir IV.
Danica, 1940.
- Petra Krešimira IV. priznaju za kralja grad i nadbiskupija Splitska, Josip Franjo Mücke
- Petar Krešimir IV., Kristian Kreković
- Pečat Petra Krešimira IV.